# سیارک ۲۶۶۸۵
سیارک ۲۶۶۸۵ (به انگلیسی: 26685 Khojandi، نامگذاری:2001FK44)۲۶۶۸۵مین سیارک کشف شده‌است که در ۱۸ مارس ۲۰۰۱ کشف شد.